# Шайтанова балка
Шайтанова балка — ботанічний заказник місцевого значення. Об'єкт розташований на території Бердянського району Запорізької області, біля села Андрівка.
Площа — 3 га, статус отриманий у 1980 році.
Статус надано з метою охорони місць зростання лікарських рослин. Охороняється цілинна балка зі степовою рослинністю, де зростає звіробій.